# Polypedilum epleri
Polypedilum epleri är en tvåvingeart som beskrevs av Emmanuel Adeoye Oyewo och Hermann Johannes Heinrich Jacobsen 2007. Polypedilum epleri ingår i släktet Polypedilum och familjen fjädermyggor.
Artens utbredningsområde är Florida. Inga underarter finns listade i Catalogue of Life.